# أرابيراكا
أرابيراسا (بالبرتغالية: Arapiraca‏) هي بلدية تقع في البرازيل في ألاغواس. يقدر عدد سكانها بـ 214,006 نسمة ومساحتها 351 كم2 وترتفع عن سطح البحر 264 متر.

## أعلام
- رينالدو غونسالفيس فيليكس
- دوغلاس دوس سانتوس
- رينالدو دوس سانتوس سيلفا